# Lypecka Poljana
Lypecka Poljana, česky také Lipša Poljana, ukrajinsky Липецька Поляна, maďarsky Lipcsemező, je obec v jednotném územním společenství Dovžanská vesnická komunita, v okrese Chust, v Zakarpatské oblasti Ukrajiny. V roce 2001 v obci žilo 2965 obyvatel.

## Vesnice zastoupené v Lypeckopoljanské vesnické radě
- Lypecka Poljana
  - Dilok / Ділок
  - Čovnešnij / Човнешній
  - Klobuk / Клобук
- Kalliv
- Ožoverch
- Slopovyj[2]

## Historie
První písemná zmínka o obci pochází z roku 1463. Do uzavření Trianonské smlouvy byla obec součástí Uherska, poté byla součástí první československé republiky, byla zde četnická stanice. V roce 1939 byla obec okupována Maďarskem. Od roku 1945 byla obec součástí Ukrajinské sovětské socialistické republiky, která byla součástí SSSR. Od roku 1991 je obec součástí nezávislé Ukrajiny.

## Turistická místa
- Chrám sv. Petra a Pavla, z roku 1847
- Minerální prameny s léčivými účinky